# Jöjj el, jöjj el, Emmanuel
A Jöjj el, jöjj el, Emmanuel (Veni, veni Emmanuel) egy XVIII. századi francia misekönyvben fennmaradt egyházi ének. Az eredete ismeretlen; feltehetően a XIV–XV. századból származik.
Feldolgozás:
| Szerző        | Mire      | Mű           | Előadás           |
| ------------- | --------- | ------------ | ----------------- |
| Kodály Zoltán | vegyeskar | Adventi ének | [ 1 ] [ 2 ] [ 3 ] |

## Kotta és dallam
Az eredeti latin szöveg és magyar fordításai:
| Eredeti dalszöveg: | Mai magyar (katolikus) szöveg: | Egyéb (protestáns) versszakváltozatok: |
| 1. Veni, veni, Emmanuel Captivum solve Israel, Qui gemit in exsilio, Privatus Dei Filio! Gaude! Gaude! Emmanuel nascetur pro te, Israel!          | 1. Jöjj el, jöjj el, Emmánuel! Csak téged áhít Izráel, és hozzád sóhajt untalan, mert Isten híján hontalan! Meglásd, meglásd, ó Izráel, hogy eljövend Emmánuel!              | |
| 2. Veni, O Sapientia, Quae hic disponis omnia! Veni, viam prudentiae Ut doceas et gloriae! Gaude! Gaude! Emmanuel nascetur pro te, Israel!        | (5.) Jöjj el, jöjj el, ó, Bölcsesség, Ó, Egyszülött, kit ád az ég; Te gyöngédség és őserő: Amit tudnunk kell, tárd elő! Meglásd, meglásd, ó, Izráel, hogy eljövend Emmánuel! | |
| 3. Veni, veni, Adonai, Qui populo in Sinai, Legem dedisti vertice In maiestate gloriae! Gaude! Gaude! Emmanuel nascetur pro te, Israel!           | (6.) Ó, jöjj, ó, jöjj el, Adonáj, Ki Sína'-hegyről szólottál, Hogy törvényt lássál népeden! Jöjj fenségednek teljiben! Meglásd, meglásd, ó, Izráel, hogy eljövend Emmánuel!  | Ó, jöjj, ó, jöjj el, nagy Király, Ki Sínaj-hegyről szólottál, Hogy törvényt lássál népeden! Jöjj fenségednek teljiben! Meglásd, meglásd, ó, Izráel, hogy eljövend Emmánuel!     |
| 4. Veni, O Iesse Virgula, Ex hostis tuos ungula, De spectu tuos tartari Educ et antro barathri! Gaude! Gaude! Emmanuel nascetur pro te, Israel!   | (2.) Ó, jöjj el, Jessze Vesszeje, És állj a Rossznak ellene! A mélyből, mely már eltemet, S tűzből mentsd ki népedet! Meglásd, meglásd, ó, Izráel, hogy eljövend Emmánuel!   | Ó, jöjj el, Jesse Vesszeje, És állj a rossznak ellene! A mélyből, mely már eltemet, S tűzből mentsd ki népedet! Meglásd, meglásd, ó, Izráel, hogy eljövend Emmánuel!            |
| 5. Veni, Clavis Davidica, Regna reclude caelica, Fac iter tutum superum, Et claude vias inferum! Gaude! Gaude! Emmanuel nascetur pro te, Israel!  | (4.) Jöjj el, ó, Dávid-adta Kulcs, hogy üdvösséges napra költs; A mennyországba tárj utat és rekeszd el a poklokat! Meglásd, meglásd, ó, Izráel, hogy eljövend Emmánuel!     | Ó, jöjj, királyi Sarjadék! Az üdvöt néped várja rég. A menny honába tárj utat, Ne legyen része kárhozat! Meglásd, meglásd, ó, Izráel, hogy eljövend Emmánuel!                   |
| 6. Veni, veni, O Oriens, Solare nos adveniens, Noctis depelle nebulas, Dirasque mortis tenebras! Gaude! Gaude! Emmanuel nascetur pro te, Israel!  | (3.) Ó, jöjj, ó, jöjj el, Napkelet! Ím, árva néped költöget: Törd át a sűrű éj ködét, És oszlasd gyászát szerteszét! Meglásd, meglásd, ó, Izráel, hogy eljövend Emmánuel!    | |
| 7. Veni, veni, Rex Gentium, Veni, Redemptor omnium, Ut salvas tuos famulos Peccati sibi conscios! Gaude! Gaude! Emmanuel nascetur pro te, Israel! | (7.) Te Úr vagy minden nép fölött, és Szegletkő, mely összeköt; Sárból formáltad hívedet, Most jöjj, fejezd be művedet! Meglásd, meglásd, ó, Izráel, hogy eljövend Emmánuel! | Ó, jöjj, ó, jöjj el, Nagy Király, Kit minden nemzet várva vár! A bűnből mentsd ki hívedet, Kit sárból formált szent kezed! Örvendj, örvendj, ó, Izráel, Mert eljövend Immánuel! |

## Felvételek
- Ó jöjj el, ó jöjj el. Dániel Kinga  YouTube. Abda (2015. december 18.)  (Hozzáférés: 2017. március 8.) (videó)
- Veni, veni Emmanuel. YouTube. Csepel-Belvárosi Kisboldogasszony templom (2014)  (Hozzáférés: 2017. március 8.) (audió, magyar szöveg)
- Veni, Veni Emmanuel. Daniel Fontannaz, Libera  YouTube (2011. november 30.)  (Hozzáférés: 2017. március 8.) (audió)
- Veni, veni Emmanuel. King’s Singers  YouTube (2011. október 26.)  (Hozzáférés: 2017. március 8.) (videó)